# ایدار-اوبراشتاین
شهر ایدار-اوبراشتایندر ایالت راینلند-فالتز در کشور آلمان واقع شده‌است.